# Retrato de un joven como san Sebastián
Retrato de un joven como san Sebastián es una pintura al óleo sobre tabla de hacia 1533 del pintor italiano Bronzino, que se encuentra en el Museo Thyssen-Bornemisza de Madrid (España).

## Historia
Entró en la colección de este museo en 1984 procedente de una colección privada de Rieti. La obra se ha relacionado con la figura muy similar de San Mateo de los cuatro tondi de la Capilla Capponi, en la que Bronzino colaboró con el pintor Pontormo y con un estudio para la misma que ahora se encuentra en la Galería Uffizi.